# Neulise
Neulise este o comună în departamentul Loire din sud-estul Franței. În 2009 avea o populație de 1.265 de locuitori.

## Evoluția populației
| An        | 1975  | 1982  | 1990  | 1999  | 2006  | 2009  |
| --------- | ----- | ----- | ----- | ----- | ----- | ----- |
| Populație | 1.154 | 1.202 | 1.153 | 1.146 | 1.249 | 1.265 |